# Santiam Junction
Santiam Junction az Amerikai Egyesült Államok északnyugati részén, Oregon állam Linn megyéjében elhelyezkedő önkormányzat nélküli település.
Egy időjárás-állomás mellett a közútkezelő egy telephelye is itt található. Az Idanha és a Cascade-hegység közti egykori vasút nyomvonala szerepel a történelmi helyek jegyzékében. A Santiam Junction-i állami repülőtér az első havazástól tavaszig zárva tart.
A terület az i. e. 1000 körül megkövesedett lávatakarón fekszik.

## Éghajlat
A település éghajlata mediterrán (a Köppen-skála szerint Csb).
| Hónap                                   | Jan.  | Feb.  | Már.  | Ápr.  | Máj. | Jún. | Júl. | Aug. | Szep. | Okt.  | Nov.  | Dec.  | Év    |
| --------------------------------------- | ----- | ----- | ----- | ----- | ---- | ---- | ---- | ---- | ----- | ----- | ----- | ----- | ----- |
| Rekord max. hőmérséklet (°C)            | 16,0  | 19,0  | 22,0  | 31,0  | 36,0 | 35,0 | 37,0 | 37,0 | 36,0  | 30,0  | 24,0  | 16,0  | 37,0  |
| Átlagos max. hőmérséklet (°C)           | 3,2   | 4,8   | 6,8   | 9,8   | 15,1 | 18,4 | 24,7 | 25,1 | 21,9  | 14,9  | 6,9   | 3,0   | 12,9  |
| Átlagos min. hőmérséklet (°C)           | −5,3  | −4,9  | −3,7  | −1,6  | 1,1  | 3,4  | 5,9  | 5,2  | 3,2   | 0,2   | −2,3  | −5,5  | −0,3  |
| Rekord min. hőmérséklet (°C)            | −22,0 | −28,0 | −18,0 | −16,0 | −8,0 | −6,0 | −2,0 | −2,0 | −6,0  | −10,0 | −17,0 | −28,0 | −28,0 |
| Átl. csapadékmennyiség (mm)             | 236   | 169   | 196   | 146   | 95   | 60   | 19   | 19   | 34    | 100   | 270   | 230   | 1574  |
| Forrás: Western Regional Climate Center |       |       |       |       |      |      |      |      |       |       |       |       |       |

## Fordítás
- Ez a szócikk részben vagy egészben  a   Santiam Juncton, Oregon című angol Wikipédia-szócikk ezen változatának fordításán alapul.  Az eredeti cikk szerkesztőit annak laptörténete sorolja fel. Ez a jelzés csupán a megfogalmazás eredetét és a szerzői jogokat jelzi, nem szolgál a cikkben szereplő információk forrásmegjelöléseként.